# Clavelina enormis
Clavelina enormis är en sjöpungsart som beskrevs av William Abbott Herdman 1880. Clavelina enormis ingår i släktet Clavelina och familjen klungsjöpungar. Inga underarter finns listade i Catalogue of Life.